# 航空迷

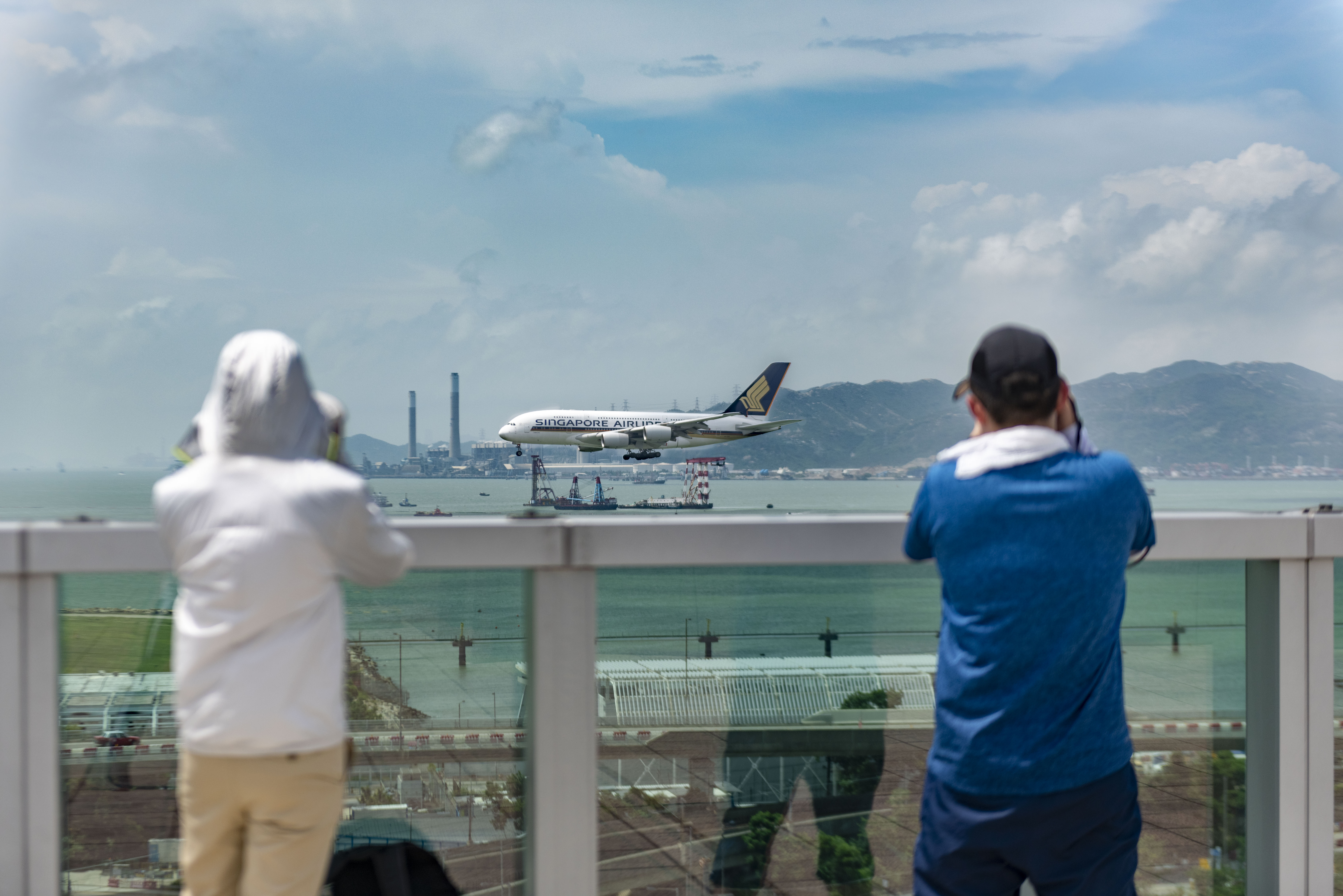
两位航空迷正在香港国际机场拍摄飞机

航空迷是指一群對航空器的知識以及飛航抱持著熱情的航空愛好者。他們通常是業餘的，特徵為喜歡學習關於飛機或直升機等飛行器的業餘知識，或是喜歡拍攝飛機。在很多國家都形成以航空愛好者為主的協會，比如美國的全美試驗飛機協會。